# Mikołaj Marian Dembowski
Mikołaj Marian Dembowski (ur. ok. 1780 w Sławęcinie koło Chodcza, zm. 29 maja 1849) – polski duchowny katolicki, wieloletni proboszcz w Chodczu, zbieracz książek.
Pochodził ze zubożałej rodziny szlacheckiej, był synem Andrzeja i Konstancji z Zielińskich (zmarłej 4 stycznia 1823 w Chodczu); w rodzinnym Sławęcinie dział ziemi posiadał jego dziad Maciej Dembowski. W 1803 został wyświęcony na kapłana i rozpoczął posługę wikariusza w kościele farnym w Nieszawie; niewiele wcześniej (do 1800) proboszczem i prepozytem w Nieszawie był ks. Antoni Dembowski, ale obu duchownych nie łączyło pokrewieństwo.
W latach 1808–1822 był proboszczem w Bobrownikach, skąd pod koniec 1822 przeszedł na probostwo w Chodczu. Wkrótce po objęciu tej parafii pochował matkę, która jako wdowa towarzyszyła mu na placówkach duszpasterskich. Przejął również dzierżawę dawnych rodzinnych dóbr w Sławęcinie, administrację nad nimi przekazując młodszemu bratu Mateuszowi.
Zgromadził bogaty księgozbiór, z dziełami o tematyce prawniczej i historycznej, a także z teologii i homiletyki. Gromadził zbiory kartograficzne. Korespondował z wydawcami w Warszawie. Interesował się zagadnieniami gospodarskimi, prenumerował "Tygodnik Rolniczo-Technologiczny", wybudował w Sławęcinie spichlerz i wozownię oraz wyremontował zabudowania gospodarcze – stajnię, owczarnię, stodoły. Jako proboszcz rozpoczął budowę nowego kościoła na starym rynku w Chodczu, zmieniając lokalizację po pożarze starej świątyni; mimo problemów ściągał fundusze na budowę od miejscowych ziemian, sam również przeznaczył na ten cel znaczną sumę. Nie dożył końca budowy, prowadzonej według projektu powiatowego budowniczego Franciszka Tournelle'a. Zmarł 29 maja 1849, majątek swój zapisując bratu Mateuszowi (zm. 1857) i jego żonie Annie z Lehmannów, którzy procesy spadkowe w tej sprawie prowadzili do końca życia. 